# Bit (Buxin)
Bit (Buxin), mon-khmerski narod u Kini u provinciji Yunnan od Kineza nazivani Buxin. Jezično su Biti različiti od Bita koji govore jednim khmu jezikom koji žive u Laosu u provinciji Luang Namtha i manjim dijelom u Yunnanu. Buxinhua-govornici žive u okrugu Mengla u autonomnoj prefekturi Xishuangbanna Dai, a njihov broj iznosi 200 (1994.). Njihov jezik unutar mon-khmerske porodice ostao je neklasificiran. Kineskim nacionalnim popisom iz 1990. na popisu su neodređenih manjina.
Bit su zacijelo dio istoimenog naroda čije je porijeklo u Laosu i koji pripadaju široj grupi Khmu, u Laosu poznatih kao Bit i u Vijetnamu kao Khao. U Laosu su Biti činili domorodačko stanovništvo prije invazije naroda Lao koji tu prodire tijekom 12. i 13. stoljeća. 
Svoje pokojne Biti sahranju u planinama. Pogrebne kućice podignute su iznad groba i ispunjene pokojnikovim stvarima, kao što su košare s rižom, štapiči za jelo, zdjelice i drugo. Ispred groba podignut je stup, četiri do pet metara visok (13-16 stopa) na čijem se vrhu nalazi drvena ptica i košulja muža, odnosne žene pokojne osobe.
Religija Bita mješavina je theravada-budizma i animizma. Biti vjeruju da svaka osoba im apet duša. Nakon smrti jedna duša ostaje u kući, druga ide u polje, treća ispod drveta koje je posječeno da bi se napravio lijes, četvrta ostaje u funeralnoj kućici i posljednja odlazi na nebo. 

## Vanjske poveznice
- Bit of China
- Buxinhua jezik